# 中国人民政治协商会议贵州省委员会
中国人民政治协商会议贵州省委员会，简称贵州省政协，是中国人民政治协商会议在贵州省的地方组织机构，成立于1955年2月。其主要职能是政治协商、民主监督、参政议政。

## 历史沿革
其前身是贵州省各族各界人民代表会议协商委员会（简称贵州省协商委员会）。1951年7月，根据《中国人民政治协商会议共同纲领》和《贵州省第一届各族各界人民代表会议组织条例》的规定，贵州省第一届各族各界人民代表会议在贵阳举行。会议选举产生贵州省第一届各族各界人民代表会议协商委员会作为常设机构:2。
1955年2月，根据《中华人民共和国宪法》和《中国人民政治协商会议章程》，正式成立中国人民政治协商会议贵州省委员会。1955年2月，中国人民政治协商会议第一届贵州省委员会第一次全体会议在贵阳召开。
文化大革命开始以后，省政协被迫停止工作。1977年11月，省政协在贵阳召开第四届委员会第一次会议，标志着省政协组织的正式恢复。

## 历届委员会

### 第一届
- 任期：1955年2月－1959年12月
- 主席：申云浦（1955年2月－1956年9月）、徐健生（1956年9月－1959年12月）
- 副主席：谢鑫鹤（1955年2月－1956年9月）、苗春亭（1956年9月－1959年12月）、田君亮、陈铁、王家烈、双清
- 秘书长：惠世如

### 第二届
- 任期：1959年12月－1963年12月
- 主席：苗春亭
- 副主席：田君亮、陈铁、王家烈、双清、罗登义
- 秘书长：惠世如

### 第三届
- 任期：1963年12月－1967年1月
- 主席：苗春亭
- 副主席：田君亮、陈铁、王家烈、双清、罗登义、杨汉先
- 秘书长：惠世如

### 第四届
- 任期：1977年11月－1983年4月
- 主席：李葆华（1977年11月－1979年1月）、池必卿（1979年1月－1980年1月）、苗春亭（1980年1月－1983年1月）
- 副主席：苗春亭（1977年11月－1980年1月）、秦天真（1977年11月－1980年1月）、戴晓东（1977年11月－1980年1月）、田君亮（1977年11月－1980年1月）、陈铁（1977年11月－1980年1月）、曾宪辉（1977年11月－1980年1月）、金风（1977年11月－1980年1月）、惠世如、罗登义、杨汉先、唐弘仁、蒙素芬、毛铁桥、袁家玑、孙汉章（1980年1月－1983年4月）、王乐亭（1980年1月－1983年4月）、李侠公（1980年1月－1983年4月）、朱煜如（1980年1月－1983年4月）、贺培真（1980年1月－1983年4月）、蹇先艾（1980年1月－1983年4月）、吴通明（1980年1月－1983年4月）、张超伦（1981年2月－1983年4月）
- 秘书长：褚振民（1977年11月－1979年1月）、石文礼（1979年1月－1980年1月）、惠世如（兼，1980年1月－1983年4月）

### 第五届
- 任期：1983年4月－1988年1月
- 主席：苗春亭
- 副主席：惠世如（1983年4月－1985年4月）、宋树功、李侠公、汪福清、王伯勋（1983年4月－1983年11月）、杨汉先、唐弘仁、贺培真、毛铁桥、朱煜如、袁家玑、蹇先艾、王庆延、蒙素芬、张超伦、王景渊、褚振民（1985年4月－1988年1月）
- 秘书长：宋树功（兼，1983年4月－1986年4月）、王思明（1986年4月－1988年1月）

### 第六届
- 任期：1988年1月－1993年1月
- 主席：苗春亭
- 副主席：宋树功、李侠公、汪福清、唐弘仁、毛铁桥、袁家玑（1988年1月－1991年5月）、蹇先艾、王庆延、蒙素芬、张超伦、王景渊（1988年1月－1989年6月）、王思明（1990年2月－1993年1月）、李仁山（1991年3月－1993年1月）、邱耀国（1992年3月－1993年1月）、安迪伟（1992年3月－1993年1月）
- 秘书长：王思明

### 第七届
- 任期：1993年1月－1998年1月
- 主席：龙志毅
- 副主席：王思明、蒙素芬、张超伦、邱耀国、安迪伟、李元栋、常征（1993年1月－1997年10月）、王德懋、吴若秋、蒋希文、王玉璞、程天赋（1994年1月－1998年1月）、姚继元（1996年1月－1998年1月）
- 秘书长：王思明（1993年1月－1996年2月）、杨光林（1996年2月－1998年1月）

### 第八届
- 任期：1998年1月－2002年12月
- 主席：王思齐
- 副主席：袁荣贵、李元栋、吴若秋、程天赋、杨光林、王惠业、王中刚、吴静波、许乐仁、吴嘉甫
- 秘书长：洪宗良

### 第九届
- 任期：2003年1月－2008年1月
- 主席：孙淦
- 副主席：刘也强、马文骏、许乐仁、伍席源、李金顺、何永康、李平、李嘉琥、王录生、相小青、唐世礼
- 秘书长：洪宗良

### 第十届[3]
- 任期：2008年1月－2013年1月
- 主席：黄瑶（2007年1月－2009年11月）、王正福（2009年11月－2013年1月）
- 副主席：孔令中、谢晓尧、吴嘉甫、刘鸿庥、陈海峰、杨玉学、左定超、武鸿麟
- 秘书长：夏一庆

### 第十一届[4]
- 任期：2013年1月－2018年1月
- 主席：王富玉
- 副主席：陈海峰、孔令中、左定超、谢晓尧、陈敏、蔡志君
- 秘书长：李月成

### 第十二届
- 任期：2018年1月－2023年1月[5]
- 主席：刘晓凯
- 副主席：蒙启良（2018年1月－2021年1月）、左定超（－2022年1月）、李汉宇、周建琨（2020年1月－2022年11月被查）、罗宁、陈坚、任湘生、孙诚谊、张光奇、陈晏（2021年1月－）、赵德明（2022年1月－）、李再勇（2022年1月－）
- 秘书长：任湘生（2018年1月－2020年1月）→熊德威（2020年1月－）

### 第十三届
- 任期：2023年1月－
- 主席：赵永清
- 副主席：赵德明、李汉宇、孙诚谊、张光奇、陈晏（－2024年3月）、唐德智、李建、冉霞、石化清（2025年1月－）、孙发（2025年1月－）
- 秘书长：熊德威（－2023年7月） → 张新（－2024年1月）